# Isabelle Faust
Pour les articles homonymes, voir Faust (homonymie).

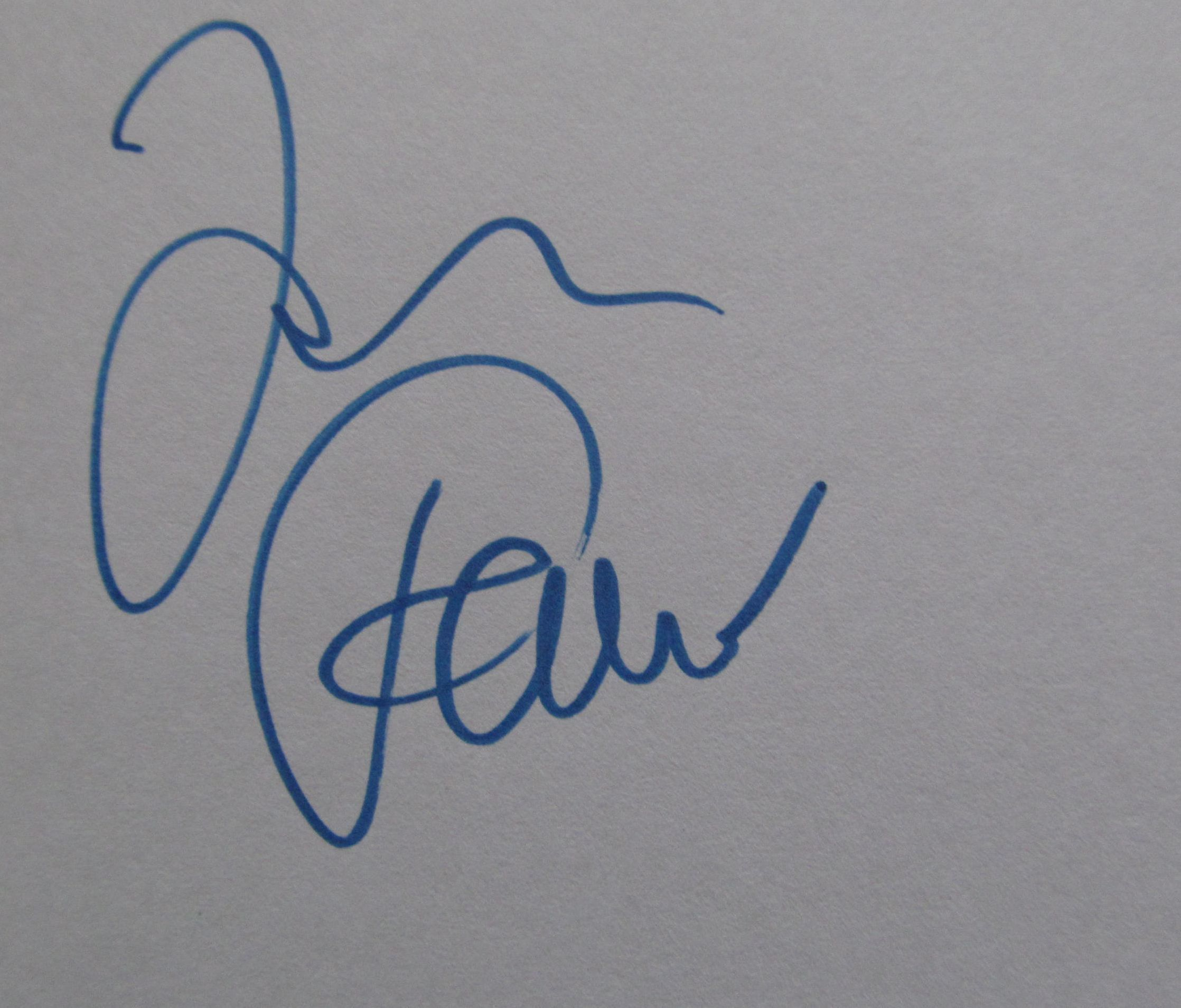
Signature

Isabelle Faust, née le 19 mars 1972 à Esslingen am Neckar, est une violoniste allemande.

## Biographie
Isabelle Faust a reçu ses premières leçons de violon à l'âge de cinq ans. Elle a eu comme professeurs Christoph Poppen (en) et Dénes Zsigmondy (en).
Elle reçoit en 1987 un prix au Concours Leopold Mozart à Augsbourg, et remporte le concours Paganini à Gênes en 1993.
Elle joue souvent de la musique de chambre avec les pianistes Alexander Melnikov et Ewa Kupiec, avec le violoncelliste Jean-Guihen Queyras, ou encore la clarinettiste Sharon Kam.
Depuis ses débuts, elle enregistre sous le label Harmonia Mundi. Elle joue sur un stradivarius de 1704 surnommé « La Belle au Bois dormant » mis à sa disposition par la L-Bank Baden-Württemberg. 
En 2004, elle a été nommée professeur de violon à l'Université des arts de Berlin.

## Hommages
Les compositeurs Thomas Larcher et Michael Jarrell lui ont dédié des œuvres.

## Sélection discographique
- Bach : Sonatas & Partitas for solo violin, Harmonia Mundi / IODA, 2010.
- Concerto pour violon de Beethoven, The Prague Philharmonia dirigé par Jiří Bělohlávek / réenregistré en 2012 avec l'Orchestra Mozart, sous la direction de Claudio Abbado
- Concerto à la mémoire d'un ange d'Alban Berg, Orchestra Mozart dirigé par Claudio Abbado
- Sonates pour piano et violon de Beethoven, avec Melnikov
- Concertos pour violon 1 et 2 Béla Bartok. Swedish Radio Orchestra dirigé par Daniel Harding-Harmunia Mundi
- Concerto pour violon de Dvořák, The Prague Philharmonia dirigé par Jiří Bělohlávek
- Trio Dumky de Dvořák, avec Melnikov et Queyras
- Trio pour cor, violon et piano de Brahms, avec Melnikov et Teunis van der Zwart
- Poème pour violon et orchestre d'Ernest Chausson et Concerto pour violon d'André Jolivet, Deutsches Symphonie-Orchester Berlin dirigé par Marko Letonja
- Sonate pour violon et piano de Leoš Janáček, avec Kupiec
- Concerto pour violon no 2 de Bohuslav Martinů
- Sonates pour violon et piano de Bartók avec Florent Boffard (2010)
- Concerto pour violon de Schumann : Orch. : Freiburger Barockorchester, dir. : Pablo Heras-Casado, CD (2015), Harmonia Mundi